# Mortal Kombat: Special Forces
Mortal Kombat: Special Forces (с англ. — «Смертельная битва: Отряд особого назначения») — видеоигра в жанре приключенческого боевика, разработанная и выпущенная компанией Midway для игровой приставки PlayStation в 2000 году. Как и появившийся ранее Mortal Kombat Mythologies: Sub-Zero, проект является спин-оффом серии файтингов и служит прологом к оригинальной игре 1992 года. Mortal Kombat: Special Forces дважды была представлена на ежегодной выставке Electronic Entertainment Expo (E3 1999, E3 2000). Выпуск игры откладывался из-за проблем в процессе разработки.
После выхода Mortal Kombat Mythologies: Sub-Zero, та же самая команда разработчиков приступила к созданию продолжения. В течение года они работали над приключенческой игрой Mortal Kombat: Special Forces, запланированной в 3D, когда в августе 1999 года Midway вдруг решили покинуть Джошуа Цуи, Джон Тобиас, а также двое других разработчиков, входивших в команду. Издатель первоначально выдвинул идею их участия в завершении проекта в качестве подрядчиков, но сложившаяся в Midway напряжённость из-за их ухода не позволила осуществить такой вариант, вследствие чего их версия была полностью пересмотрена в пользу широко критикуемой изометрии.
По сюжету игры, командиру спецназа предстоит разыскать сбежавших из тюрьмы членов банды «Чёрный Дракон» (англ. Black Dragon) и привлечь их к ответственности. В ходе расследования майор Джексон Бриггс исследует систему лабиринтов разной сложности, а столкнувшись с противниками, использует специальные приёмы, комбо и оружие.
Mortal Kombat: Special Forces была раскритикована, и даже по бюджетной цене 19,99 долларов США игра плохо продавалась. Версия для Nintendo 64 была запланирована, но в итоге отменена решением компании Midway.

## Игровой процесс

Джакс в начале игры. В левом верхнем углу отображаются полоски, показывающие текущее состояние здоровья и энергии. Сверху посередине — количество жизней (x2 по умолчанию) главного героя. В правом верхнем углу показаны очки опыта, а также полоска жизней врага (который отсутствует в кадре). В левом нижнем углу находится индикатор сообщений

Mortal Kombat: Special Forces представляет собой типичный приключенческий экшен с видом от третьего лица. В игре предусмотрены три уровня сложности — лёгкий, обычный и трудный. Единственным играбельным персонажем в Mortal Kombat: Special Forces является Джакс, командир группы спецназа и напарник Сони Блейд. Управляемый игроком главный герой, помимо приёмов рукопашного боя, применяет огнестрельное оружие, а также использует взрывчатые вещества.
В Mortal Kombat: Special Forces всего пять уровней, и в конце каждого из них игроку предстоит битва с боссом. Локации в игре представлены моделями земного псевдоокружения и вымышленного параллельного мира. Исследуя локации в поиске ключей, игрок решает головоломки, подбирает код, чтобы разблокировать двери, взрывает скрытые проходы в стенах, а затем обследует образовавшиеся ниши. Совершая направленное действие в определённом месте, игровой персонаж поднимается на высокую платформу, хотя возможность прыжков отсутствует, также Джакс может сдвигать каменные блоки, навалившись на них плечом.
Восстановить здоровье в игре можно, используя аптечки, кроме того, игрок обладает ограниченным запасом энергии:11. Всякий раз, когда Джакс выполняет один из своих спецприёмов, он затрачивает запас энергии, который можно пополнить, выполняя определённые комбо. Игрок может атаковать противника руками и ногами, а также блокировать встречные удары, и хотя в Mortal Kombat: Special Forces отсутствуют свойственные оригинальной серии Fatality, тем не менее, система комбо позволяет добивать противника завершающим ударом, в случае, если линейка здоровья врага к тому моменту истощится. Очки опыта, который приобретает игрок, побеждая врагов, позволяют ему получить новые комбо.
Арсенал игрока составляют: детонаторы, автомат, дробовик, снайперская винтовка, гранатомёт и ракетница. Вид от первого лица позволяет игроку навести прицел на врага и выстрелить в него с расстояния, причём Джакс остаётся на месте. Внутриигровое меню отображает наличие предметов в инвентаре игрока, а также содержит информацию по каждому наименованию и описание цели текущей миссии. После прохождения игры можно активировать чит-меню, чтобы начать новую игру с дополнительными преимуществами.

## Сюжет
В основе игры лежит история о противоборстве спецназа с группой особо опасных преступников. Находящийся в розыске Кано высвобождает из тюрьмы своих сообщников — Безликого, Тасию, Джарека и Тремора. В то время как Джакс находится в городе, оперативная сотрудница Гемини сообщает по радиосвязи о побеге заключённых, которые, предположительно, скрываются на заброшенном складе в южной части города, известно также, что беглецам кто-то помогает. Джакс подозревает, что это, наверное, Кано. Намереваясь приступить к операции, Джакс просит сообщить лейтенанту Санчесу, отряд которого, преследуя беглецов, уже прибыл на место, дождаться его появления. После того, как связь внезапно оборвалась, Джакс прибывает на склад и обнаруживает, что отряд лейтенанта Санчеса уничтожен. Всю ответственность за случившееся он возлагает на Кано и клянётся, что отомстит за совершённое преступление.
Проникнув на склад, Джакс устраняет нападавших на него, а затем сталкивается с Безликим и убивает его. Во время радиоэфира Гемини сообщает Джаксу, что все подозреваемые являются членами клуба «Чёрный Дракон». Джаксу приходится бродить по коллекторам, спустившись в канализацию, где впоследствии он нейтрализует оказавшую сопротивление Тасию. В радиопереговорах Гемини сообщает ему, что «Чёрный Дракон» использует одно из корпоративных зданий в центре города, как прикрытие для своей операционной базы. Осматривая припаркованные в подземном гараже здания автомобили, Джакс находит ключ к офису «Чёрного Дракона», а затем проводит обыски в кабинетах, собирая улики. Поднявшись на крышу здания, Джакс убивает Джарека, который уже поджидал его наверху. В радиоэфире Джакс передаёт Гемини координаты с найденной им карты.
Дальнейшее расследование приводит майора Бриггса в затерянный город Синь Цзян (англ. Sin Kiang), где он убивает охранявшего портал во Внешний Мир Тремора. Предположив, что портал как-то связан с планами Кано завоевать мировое господство, Джакс входит туда и попадает во Внешний Мир. В конце концов находит там Кано, который к тому времени уже заполучил могущественный артефакт — Глаз Шитиана (англ. The Eye of Chitian). Джаксу удаётся обезвредить Кано, а затем, воспользовавшись артефактом, он забирает поверженного врага обратно на Землю, чтобы посадить в тюрьму.

## Разработка и выпуск
Джон Тобиас, один из создателей Mortal Kombat, работавший в Midway геймдизайнером, намеревался продолжить собственную серию мифологий. Вслед за релизом 1997 года Mortal Kombat Mythologies: Sub-Zero, Тобиас рассматривал возможность выпустить уже через год очередную приключенческую игру, построенную на прошлом другого персонажа, но в отличие от того же Саб-Зиро, на сей раз в 3D. 5 февраля 1999 года Тобиас поделился своими планами в беседе с корреспондентами веб-сайта IGN64, и раскрыл некоторые подробности проекта, получившего название Mortal Kombat: Special Forces. В качестве героев предполагаемого приключенческого экшена от третьего лица, аналогичного играм Tomb Raider, рассматривались бойцы спецназа из оригинальной трилогии Mortal Kombat, Джакс и Соня, а главным злодеем был Кано. Кроме того, ожидалось появление совершенно новых персонажей, наряду с такими известными по предыдущим играм серии, как Райдэн. Поскольку количество используемых полигонов было недостаточным для реализации идеи разделённого экрана, игра могла предложить только однопользовательский режим. История в Mortal Kombat: Special Forces должна была графически обрабатываться в режиме реального времени с использованием существующих в игре моделей персонажей вместо потокового видео. Предполагалось, что игрок сможет выполнить добивание только по отношению к боссам. Локации планировалось заселить, причём геймплей подразумевал постоянное присутствие врагов или же обычных граждан. В одном из сегментов игрок оказывался в небольшом городке, расположенном в пустыне Северо-Западного Китая. Первоначально планировалось выпустить игру на PlayStation и Nintendo 64, причём разница между обеими версиями была небольшой. Кат-сцены для Nintendo 64 планировалось воссоздать в точности, как для PlayStation. Однако версия Nintendo 64 предполагала преимущество в плане графики просто из-за того, что цветовая коррекция и подобные ухищрения делали игру заметно чище, а потоковое аудио для кат-сцен можно было позаимствовать у версии для приставки PlayStation. К тому времени над сжатием аудиоданных уже начали работать, чтобы звуковое сопровождение для Nintendo 64 сделать более насыщенным.
11 февраля на портале GameSpot было опубликовано полное превью, в котором нашлось подтверждение ранее полученной информации. Стало также известно, что в Mortal Kombat: Special Forces появятся Кабал и Джарек. В целом геймплей должен был составить 50 % файтинга и 50 % исследования/решения головоломок. Находящаяся позади игрока камера должна была двигаться приблизительно также как в игре The Legend of Zelda: Ocarina of Time. Функция переключения вида предоставляла возможность увидеть окружение глазами игрового персонажа. Боевая система не исключала вариант, когда сразу трое врагов могут окружить игрока, однако схватка, фактически, происходит один-на-один, поскольку противник нападает только в случае, если другой отброшен в сторону. В случае внезапного нападения из-за спины, игрок способен провести атаку, которая развернёт его лицом к вероятному противнику. В Mortal Kombat: Special Forces предусмотрена только одна концовка, однако у обоих персонажей были разные маршруты прохождения. «Следовательно мы управляем таким образом, что всякий раз, когда [наши герои] выполняют миссию, они либо расходятся, либо разделены, — объяснил Тобиас. — Иногда они непреднамеренно расходятся, просто что-то случается, и оба идут по отдельности, но к концу уровня опять воссоединяются. В зависимости от того, в роли кого вы играете, что видите, каких врагов встречаете, сюжет в определённой степени может меняться. Вы проходите одни и те же уровни, но существуют разные пути, и может показаться, что это другая игра». Сюжетные вставки должны были воспроизводиться на игровом движке (по образцу Metal Gear Solid и Mortal Kombat 4 версии N64) без FMV, но Керри Хоскинс и Ричард Дивицио озвучат персонажей — Соню и Кано, а также примут участие в съёмках захвата движений.
19 февраля Тобиас подтвердил в опубликованном на сайте GameSpot интервью, что основная сюжетная линия сосредоточена вокруг совместного приключения Джакса и Сони, их первого столкновения с Кано, и, как следствие, участия в первом турнире. Сюжетную основу составляют военные приключения, однако по мере своего развития, игра приобретает сверхъестественные черты, характерные для альтернативной вселенной. Игроку предлагалось встретится со всей бандой «Чёрный Дракон», предположительно должен был появиться ещё не обезображенный Кабал. Кроме того, специально для Mortal Kombat: Special Forces планировались новые персонажи, включая членов команды Джакса и Сони, с которыми они могли бы взаимодействовать. Управляемый игровой персонаж должен был собирать предметы, бродить по округе, поднимать ящики, взбираться по лестницам и плавать.

Экран выбора персонажей в ранней версии игры. Снимок отражает показатели с физическими данными обоих персонажей, где также указаны их кодовые имена — «Кобра» и «Пантера», которые разработчики дали майору Джексону Бриггсу и лейтенанту Сони Блейд, соответственно

В апреле были опубликованы эскизы с изображениями персонажей Джакса и Сони, чтобы показать их костюмы в Mortal Kombat: Special Forces. На E3 1999 одновременно продемонстрированы обе игры Mortal Kombat Gold и Mortal Kombat: Special Forces, причём в демоверсии Special Forces были представлены лидеры «Чёрного Дракона», а именно Кано, Квин (абсолютно новый персонаж) и Кабал. Как сообщил Тобиас, сюжетная линия раскроет, как Кано получил свой глаз-имплантат. Выпуск Mortal Kombat: Special Forces, запланированный на осень 1999 года, был отложен до весны следующего года, чтобы обеспечить высокое качество. 6 августа появились первые слухи о том, что Джон Тобиас покинул Midway, а уже 17 августа информация подтвердилась, также стало известно об увольнении Дейва Мичичича и Джошуа Цуи. В декабре отменена версия для Nintendo 64, так как после ухода Тобиаса было решено сосредоточиться исключительно на игре для PlayStation.
В январе 2000 года поступила информация о том, что работа над Mortal Kombat: Special Forces всё ещё продолжается. Игра подверглась значительным изменениям, например, скриптовые сцены были заменены на FMV-ролики, значительные изменения были внесены в систему обзора камеры, улучшена боевая система и модернизированы спецэффекты. Сюжетная линия в игре была значительно урезана. Оригинальная дизайнерская задумка слабо реализована. Большая часть концепт-артов в игре была заменена, а сама игра стала значительно короче, чем планировалось изначально. Более того, все сюжетные ответвления, ранее запланированные в игре, были отброшены, в результате чего только Джакс остаётся играбельным персонажем, так как Соню уже нельзя выбирать в начале. Также исчез вариант, который позволил бы управлять Кано в эпизоде. Весь сюжет был изменён и стал полностью линейным. Таким образом, фактический период времени, в котором происходят события игры, неизвестен. Актёры, об участии которых было объявлено ранее, так и не были задействованы в проекте. Несмотря на то, что Соня не появляется в Mortal Kombat: Special Forces, Керри Хоскинс указана в титрах, так как захват движения её персонажа уже был завершён, но саму игру озвучивали совсем другие актёры.
Основательно переработанная версия Mortal Kombat: Special Forces была представлена на E3 2000. К тому времени разработка уже была завершена на 95 %, а сама игра находилась на стадии окончательного тестирования. 29 июня 2000 года игра Mortal Kombat: Special Forces на платформе PlayStation поступила в розничную продажу. В том же году осенью 29 сентября игра была выпущена в Европе.

## Отзывы и критика
| Сводный рейтинг    | Сводный рейтинг |
| Агрегатор          | Оценка          |
| ------------------ | --------------- |
| GameRankings       | 40,23 %         |
| Metacritic         | 28/100          |
| Иноязычные издания |                 |
| Издание            | Оценка          |
| AllGame            | [ 14 ]          |
| GameSpot           | 2,1/10          |
| IGN                | 3,0/10          |

Игра Mortal Kombat: Special Forces получила весьма нелестные отзывы. За время разработки проект претерпел значительные изменения, а первоначальный замысел так и не был реализован. Качество игры пострадало из-за ухода ключевых участников проекта, который наспех доделывали уже другие разработчики.
Сюжетная составляющая в этой игре была крайне негативно воспринята критиками. Ожидаемой истории отношений Джакса и Кано, как и объяснения их лютой вражды игра вообще не предлагает. Более того, рецензенты не заметили сюжета как такового, кроме скудных радиопереговоров между уровнями. Многих смутили явные сюжетные дыры: например, почему у Джакса уже есть металлические руки, которые он получил во время событий третьей части, если действие в Mortal Kombat: Special Forces, как предполагается, разворачивается перед первой игрой.
Игровой процесс также разочаровал критиков. Сайт Allgame описывает игру как «беготню в поисках предметов, завёрнутую в упаковку экшена». Подобная схема сбора большого количества ключей действительно мало кому пришлась по душе. Рецензенты были недовольны поведением противников — «их всего пять разновидностей, да и ведут они себя одинаково», более того, они видят главного героя издалека и нападают совершенно неожиданно. Всех отвратила неудобная работа камеры в игре, из-за которой порой нельзя заранее заметить противников. «Вообще, камера большей частью обозревает окружающую среду с одной и той же стороны. Она может приближать к Джаксу или удаляться, но она никогда не повернётся вокруг него», — было отмечено в «Великом Dраконе». Рецензент из Allgame жалуется, как «в тебя могут внезапно начать откуда-то стрелять, и тебе приходится либо бежать в направлении огня, либо вслепую стрелять в ту сторону и надеяться, что тебя не убьют». Он же добавляет, что «в игре совершенно невозможно ориентироваться, нет никакой карты, ни каких-либо подсказок, что вообще тебе нужно делать». Ресурс PSX Extreme отмечал также, что игровая составляющая слишком проста: «тебе нужно бежать и бить врагов, тысячу раз бить врагов <…>. Здесь нельзя ни прыгать, ни прятаться, ни забираться куда-то — просто ходить по земле». С положительной стороны лишь была отмечена «эффектность» комбо-связок, но и те подверглись критике за исключительную простоту их ввода — «они потеряли всякий смысл, просто дави на кнопку и всё», — пишет GameSpot.
Все критики также сошлись во мнении, что в графическом плане игра «уродлива». «Модели персонажей угловатые, текстуры грязные, порой между ними явно видны стыки», — отмечает GameSpot. Игра не использует ни одну из инновационных возможностей PlayStation, таких как световые эффекты, красивые FMV-ролики или возможность построить детальное окружение. «Уже вступительный ролик может отпугнуть игроков, настолько он уродлив и забагован», — пишет французский ресурс Jeuxvideo.com. Критике подверглись и крайне слабое озвучивание игры и повторяющаяся музыка, «которую лишь хочется заглушить».
Таким образом, игра Mortal Kombat: Special Forces получила совсем низкие оценки. На сайтах-агрегаторах GameRankings и Metacritic рейтинги составляют 40,23 % и 28/100, соответственно. По мнению большинства экспертов, даже уценённая игра является пустой тратой денег и не стоит потраченного времени. Она заслуживает лишь того, чтобы закрыть и зашвырнуть её в список запрещённых видеоигр. Mortal Kombat: Special Forces в 2011 году стала 2-й (уступая лишь «Mortal Kombat: Live Tour») среди самых абсурдных ответвлений серии по версии сайта GamesRadar, который в 2013 году посчитал её 41-й худшей игрой из 50-и когда-либо сделанных.

## Влияние
Разработчики запланировали Тремора в Mortal Kombat Trilogy, но дебютировал он в Special Forces, а впоследствии появился в режиме «Challenge Tower», который представлен в версии игры Mortal Kombat 2011 года, выпущенной для PlayStation Vita. Кроме того, внешность Кано изменилась в последующих играх серии, начиная с Mortal Kombat: Special Forces, напоминая Тревора Годдарда. Из-за произношения актёра, сыгравшего персонажа в первом фильме «Смертельная битва», аудитория приняла его за австралийца, хотя на самом деле Годдард был англичанином. Следовательно создатели изменили американо-японское происхождение Кано, сделав из него австралийца.
Ещё в 1999 году во время работы над Mortal Kombat: Special Forces Джон Тобиас сообщил в интервью о планах сделать игру с Лю Каном. Следующей приключенческой игрой серии стала Mortal Kombat: Shaolin Monks 2005 года, рассказывающая о приключениях Лю Кана и Кун Лао.

## Комментарии
1. ↑  Иные источники указывают на 27[2], а также 30 июня[3].
2. ↑  Предположительно, именно этот движок использовался в игре[5].
3. ↑  В названии игры Mortal Kombat: Special Forces отсутствует часть заголовка со словом «Mythologies», так как, по мнению разработчиков, название получалось слишком длинным и неудобным для произношения[17].
4. ↑  Согласно биографии Кабала в Mortal Kombat 3. Он избранный воин, но его личность остаётся загадкой для всех. Считается, что он пережил нападение карательных отрядов Шао Кана. В результате, он жестоко травмирован, его жизнь поддерживают искусственный респиратор и стремление остановить завоевание Шао Кана.